# Schijndodenhuis

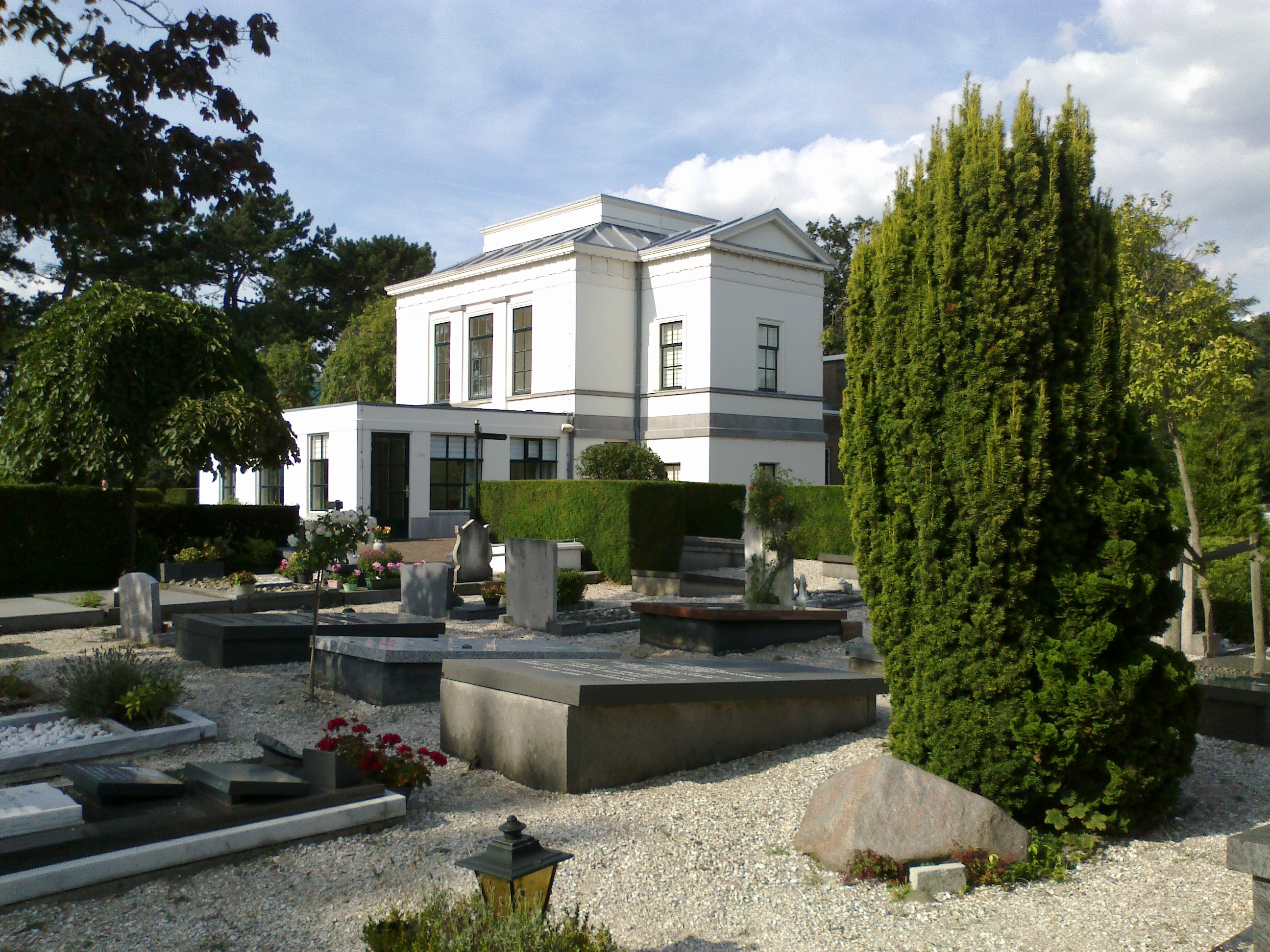
Schijndodenhuis gemeentelijke begraafplaats Den Haag

Een schijndodenhuis (ook wel Lokaal van schijndoden genoemd) is een klein gebouwtje of aparte kamer binnen het gebouw op een begraafplaats.

## Geschiedenis
De schijndodenhuisjes dienden om zich "te vergewissen van een stelligen dood". De doden werden hier gedurende in ieder geval 36 uur opgebaard, alvorens zij begraven werden.
Eind 18e eeuw ontstond er door verscheidene publicaties een fascinatie voor de schijndood. Levend begraven worden werd een gedeelde angst onder de bevolking en in Frankrijk en Oostenrijk werden hierom aan het begin van de 19e eeuw de eerste schijndodenhuisjes gebouwd. In Nederland werd in 1825 bepaald, dat alle begraafplaatsen een schijndodenhuisje moesten hebben. 
Ook werden in het schijndodenhuisje vaak de baren opgeslagen.
Na 1872 (door een bepaling in de Wet op de Besmettelijke Ziekten van 1872) werden deze lokalen of huisjes vaak gecombineerd met het lijkenhuisje, waar de lijken werden gelegd van mensen die aan een besmettelijke ziekte waren overleden.

## Ingenieuze constructie
Als een overledene in het dodenhuisje opgebaard werd, werd door een spiegeltje of veertje voor het gezicht te houden, gecontroleerd of de overledene werkelijk overleden was. Besloeg de spiegel of bewoog het veertje, dan had men te maken met een schijndood.
Daarnaast werd de "overledene" zelf in staat gesteld om alarm te slaan, door middel van een ingenieuze constructie waarbij armen en benen van de "overledene" aan een belsysteem verbonden werden. De geringste beweging van de overledene was voldoende om alarm te slaan.

Naaste familie of goede vrienden waakten gedurende deze tijd ook bij het lijk, opdat ook zij te hulp zouden kunnen schieten in geval van een schijndood.

## Heden
In de loop der tijd zijn veel schijndodenhuisjes in verval geraakt en gesloopt, omdat de angst voor de schijndood afnam en daardoor het gebruik van het huisje verviel. Sommige worden nog gebruikt voor de opslag van materiaal, enkele andere zijn opgeknapt omdat zij op de monumentenlijst gezet zijn. Een voorbeeld hiervan is het schijndodenhuis op de gemeentelijke begraafplaats in Den Haag dat nu als kantoor dienstdoet.